# Cintamanik (Karangtengah)
Cintamanik is een bestuurslaag in het regentschap Garut van de provincie West-Java, Indonesië. Cintamanik telt 3228 inwoners (volkstelling 2010).